# Hippidae
Famille
Les Hippidae sont une famille de crustacés décapodes du groupe des Anomura. On les appelle souvent « crabes-taupes », car ils vivent enterrés dans le sable.

## Liste des genres
Selon World Register of Marine Species (17 août 2014) :
- genre Emerita Scopoli, 1777 -- 11 espèces
- genre Hippa Fabricius, 1787 -- 15 espèces
- genre Mastigochirus Miers, 1878 -- 2 espèces

## Galerie

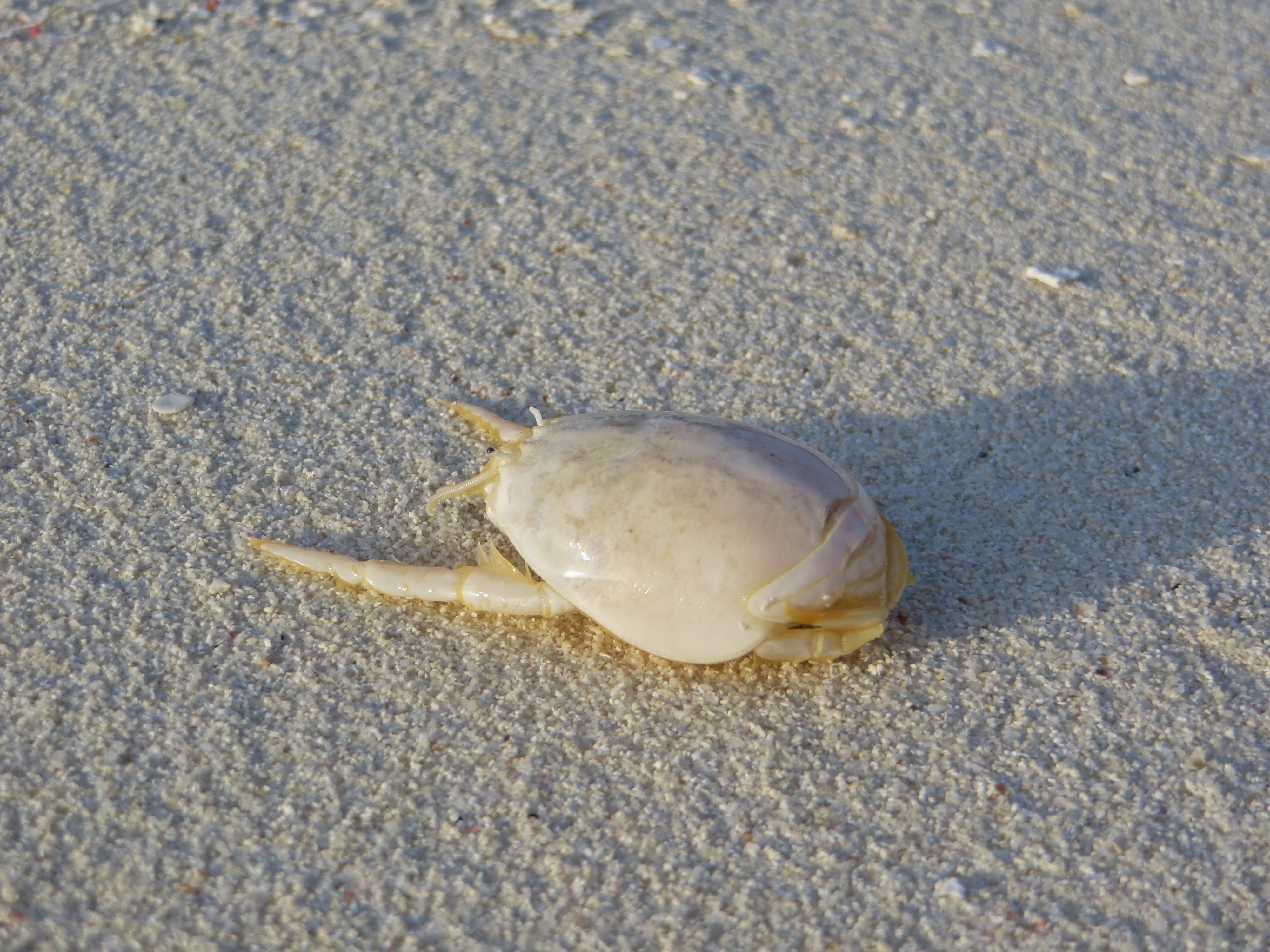
Un crabe-taupe (Hippa granulatus) aux Maldives.
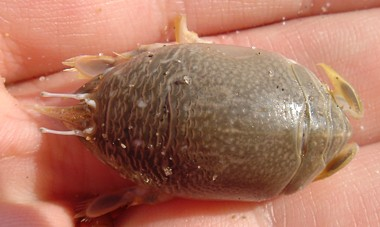
Emerita analoga (femelle)
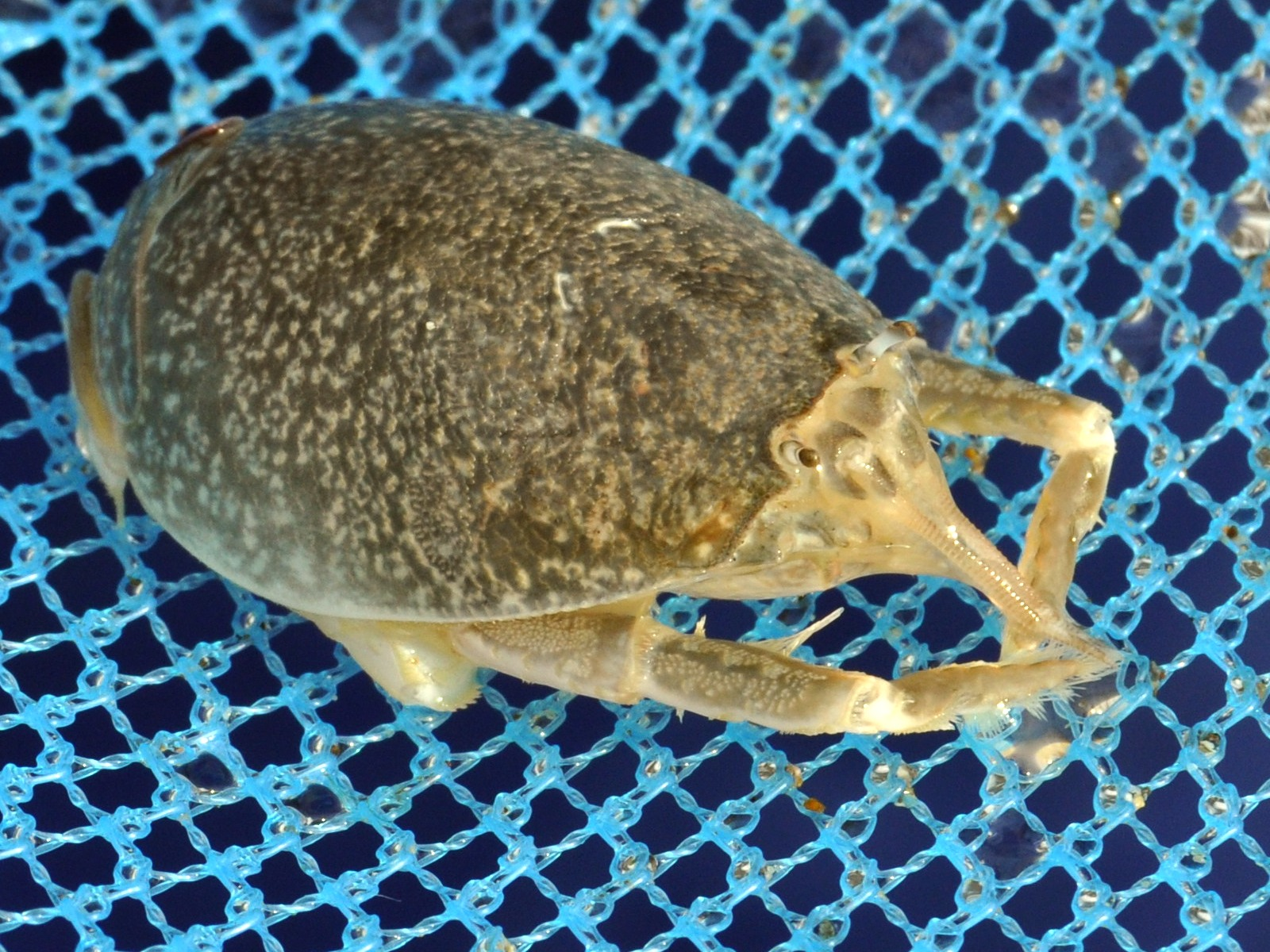
Hippa adactyla